# Косминский, Евгений Алексеевич
Евге́ний Алексе́евич Косми́нский (21 октября [2 ноября] 1886 года, Варшава — 24 июля 1959 года, Москва) — российский и советский историк-медиевист, специалист по аграрной истории средневековой Англии и историографии Средневековья. Указывался лидером советской медиевистики, признанным главою отечественных медиевистов первой половины XX века, одним из ведущих историков в СССР.
Академик АН СССР (1946, членкор 1939) и АПН РСФСР (1945), профессор МГУ (с 1919), ИКП (1926—1935), МИФЛИ (1932—1941) и АОН (с 1948), заведующий кафедрой истории Средних веков МГУ (1934—1941, 1943—1949). Доктор исторических наук (1936), профессор (1925). Также с 1936 года и до конца жизни работал в секторе истории Средних веков Института истории и в 1947—1952 годах заведовал ею, а позднее — сектором византиноведения (с 1955).
Лауреат Государственной премии СССР (1942). Заслуженный деятель науки РСФСР (1947). Почётный доктор Оксфордского университета (1956). Иностранный член Польской академии наук (1959).

## Биография
Родился в семье учителя Алексея Петровича Косминского (ум. 1936), ставшего впоследствии директором гимназии. Мать — Аврелия Эмильевна.
Окончил с золотой медалью 3-ю Варшавскую гимназию (1904), учился там с 1895 года Затем поступил на историко-филологический факультет Варшавского университета, но уже в сентябре 1905 года перевёлся на такой же факультет Московского университета. Занимался там в семинарах профессоров М. К. Любавского, А. Н. Савина, Д. М. Петрушевского, Р. Ю. Виппера. В 1909 году в течение трёх месяцев стажировался в Гейдельберге. В 1910 году после окончания курса с золотой медалью был оставлен при кафедре всеобщей истории Московского университета для подготовки к профессорскому званию. В 1912—1915 годах преподавал сначала в средней школе, а затем на Варшавских высших женских курсах, где читал лекции по истории средних веков. После сдачи магистерских экзаменов в 1915 году начал преподавать в университете в должности приват-доцента. Указывался как один из лучших учеников А. Н. Савина и Петрушевского.
Приветствовал победу Октябрьской революции, был одним из первых историков, вставших на научные позиции марксизма. С 1919 года — профессор ФОН МГУ, в 1925—1932 годах — этнологического факультета. Одновременно в 1922—1925 годах преподавал курс Новой истории во 2-м МГУ, а в 1926—1935 годах — профессор Института красной профессуры. С выделением историко-философского отделения МГУ в самостоятельный Институт философии, литературы и истории в Москве (МИФЛИ) в 1932—1941 годах работает там в качестве профессора.
«История — строгая муза»,— любил говаривать Е. А. Косминский. Этот афоризм на многие десятилетия стал девизом выпускников [его] кафедры...
С восстановлением исторического факультета МГУ в 1934 году возглавил там кафедру истории Средних веков. Вынужден был оставить заведование кафедрой в 1949 году, во время кампании по борьбе с «космополитизмом» (обвинялся в «буржуазном объективизме», перенёс инфаркт. По воспоминаниям В. М. Лавровского, «кампания борьбы с „безродными космополитами“ стала для главы советской медиевистики академика Е. А. Косминского переломным моментом. После дикой травли 1946—1947 гг. … Е. А. Косминский пережил тяжёлый инфаркт и по возможности дистанцировался от работы в научных коллективах»). С 1949 года — руководитель семинаров по историографии и латинской палеографии для аспирантов исторического факультета МГУ.
С организацией в 1921 году Института истории при 1-м МГУ, затем Института истории РАНИОН, был избран его действительным членом (1921—1929); с передачей Института в Коммунистическую академию также избран его действительным членом (1929) и оставался сотрудником института до 1932 года.
В конце 1925 года отправлен в научную командировку в Англию. Около пяти месяцев работал в Национальном архиве Великобритании, в Британском музее, в Историческом институте и в библиотеках, собирая материалы для диссертации по теме «История английской деревни в XIII веке». Написал затем на эту тему ряд статей, в частности в английской прессе — в качестве корреспондента Economic History Society (Общество экономической истории — создано в 1926 году).
С 1936 года с образованием Института истории АН СССР до конца жизни работал там старшим научным сотрудником сектора истории Средних веков, в 1947—1952 годах заведовал последним, а в 1955—1959 годах — новосозданным сектором истории Византии, до того — группы по истории Византии в составе Сектора истории средних веков. С 1948 года — также профессор Академии общественных наук.

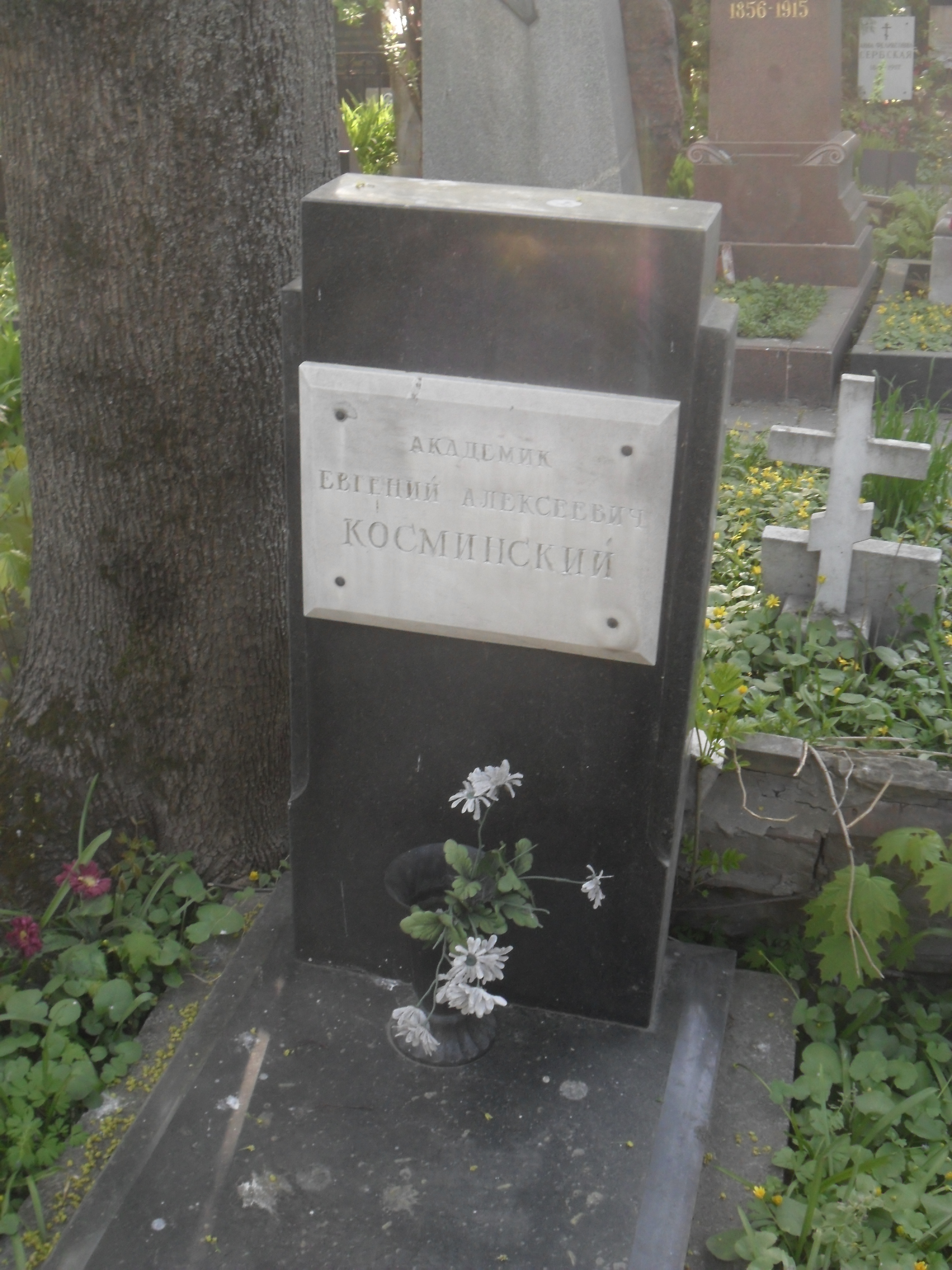
Могила Косминского на Новодевичьем кладбище Москвы

Кроме того, в 1918—1920 годах заведовал библиотекой Государственного исторического музея, в 1924—1926 годах заведовал Кабинетом истории Англии Института Маркса — Энгельса, в 1944—1948 годах работал в Институте методов обучения АПН.
Академик АН СССР (30.11.1946; член-корреспондент c 28.01.1939) и АПН РСФСР (08.09.1945). Был избран членом Американской Академии политических наук в Нью-Йорке и членом Общества по изучению экономической истории при Лондонском университете. Почётный член Исторической ассоциации Великобритании (октябрь 1955). Вице-председатель Международной комиссии по изучению истории представительных и парламентских учреждений (1958).
В октябре 1941 года писал: «…В последнее время становится трудно работать спокойно и живёшь буквально от радио до газеты и от газеты до радио… Сейчас трудно писать о себе — всё то, чем мы вместе с великим множеством людей болеем и мучимся, возросло до высочайшего напряжения и захлестнуло самых близких людей. Москву ощущаешь как живое существо, над которым занесена преступная рука». Во время эвакуации Е. А. Косминский читал лекции по теме «Европа в Средние века» в Среднеазиатском государственном университете (САГУ).
Был ответственным редактором ежегодников «Средние века» (1942—1959) и «Византийский временник» (1947—1959), а также издававшегося на английском языке журнала «News» (1952—1955).
В 1930—1940 годах в московском доме учёных, Институте истории АН СССР и в академическом санатории «Узкое» устраивались выставки живописных и графических работ Е. А.Косминского. См. также.
Супруга с 1917 года — Надежда Николаевна Косминская (урожд. Токарева); дочь действительного статского советника.
Похоронен на Новодевичьем кладбище в Москве.

## Научная деятельность
Главный труд Е. А. Косминского — «Исследования по аграрной истории Англии XIII в.» (М. — Л., 1947). Создал свою научную школу. Отмечают организаторский вклад Косминского в отечественную византинистику.
В 1947 году при АН СССР его усилиями было возобновлено издание сборника «Византийский временник». Став его официальным главным редактором Е. А. Косминский, затем фактически передал его исполнявшей должности ответственного секретаря, затем заместителя главного редактора З. В. Удальцовой. Под редакцией Ε.А. Косминского и его ученика Я. А. Левицкого в 1954 году был опубликован двухтомный коллективный труд специалистов по истории Англии — «Английская буржуазная революция XVII в.» (в английском переводе издана в Оксфорде в 1956).
Подвергался критике Б. Ф. Поршнева за «экономический материализм» и недооценку роли классовой борьбы.

## Оценки
Византинист А. П. Каждан отзывался о Косминском: «Это был гениальный историк, лучший на моем пути».
«Выдающийся ученый историк-медиевист», — отмечалось о Е. А. Косминском на приуроченной к его 125-й годовщине со дня рождения выставке по документам Архива РАН, — ему «суждено было стать лидером марксистской медиевистики в СССР в печальные годы идеологических кампаний». Оттуда же: «Зарубежной аудиторией Е. А. Косминский стал восприниматься как собирательный образ советского историка старшего поколения, прошедшего через тяжёлые испытания, которые его в итоге сломили. Другими словами, рождалась своего рода новая легенда, в которой наряду с генетиком Н. И. Вавиловым появилась ещё одна жертва сталинской системы — историк Евгений Алексеевич Косминский».
Его близкая ученица профессор Е. В. Гутнова в своих мемуарах писала: «Это был очень крупный и талантливый историк, достаточно известный не только у нас в стране, но и за границей, в частности в Англии… Он был обаятельным и многогранно талантливым человеком». Гутнова вспоминала: «Лекции Косминского по форме не отличались особым блеском, они производили впечатление некоторой суховатости и в них особенно не обыгрывались даже самые яркие события средневековья. Но они пленяли своей необычайной глубиной, строгой продуманностью и логикой всех основных положений… Лектор искал в излагавшихся им событиях прежде всего их внутренний смысл, закономерности развития феодального общества. При чтении лекций он как будто размышлял над их материалом, делился с нами, несмышлёнышами, рождавшимися мыслями, вскрывал какие-то глубинные, не выступавшие на поверхность движения истории».
Как рассказывала профессор А. А. Сванидзе — [к тому, что Косминский был историком (Сванидзе называет его гением — прим.)] «он рисовал ещё великолепно, он сделал потрясающие совершенно иллюстрации к „Острову пингвинов“ Анатоля Франса — настоящие, великолепные совершенно, профессиональные. И он прекрасно делал карикатуры. К тому же прекрасно сочинял стихи, как на русском, так и на латинском языке».

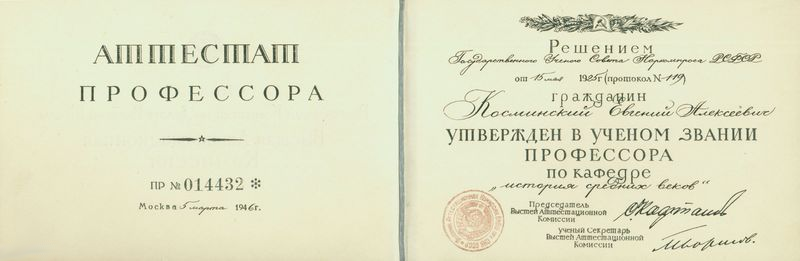
Аттестат об утверждении Е. А. Косминского
в учёном звании профессора (1946)

## Основные работы
Книги
- Английская деревня в XIII веке. — М.; Л.: Изд-во АН СССР, 1935. — 278 с.
- Лекции по истории средних веков: научное издание / Управление высшей школы НКП РСФСР. Научно-методический кабинет по заочному педагогическому образованию. — М.: Учпедгиз, 1938. — 479 с.
- Исследования по аграрной истории Англии XIII в. / Ин-т истории. — М.; Л.: Издательство Академии наук СССР, 1947. — 484 с.: карты.
  - Studies in the agrarian history of England in the thirteenth century / By E. A. Kosminsky; Ed. by R. H. Hilton; Transl. from the Russian by Ruth Kisch.— Oxford: Blackwell, 1956. — XXVII, 370 p. — (Studies in mediaeval history / Ed. by Geoffrey Barraclough; Vol. 8)
- История Средних веков. — М.: Политиздат, 1952. — 748 с.
- Ιστορια του Μεσαιωνα / Ε. Α. Κοσμινσκι; Ινστιτουτο της ιστοριας της Ακαδημίας επιστημών της ΕΣΣΔ. — [Αθήνα]: Νεα Ελλαδα, 1954. — 279, [1] с.
- Историография средних веков. V — середина XIX в. Лекции. — М.: Издательство Московского университета, 1963. — 430 с.
- Проблемы английского феодализма и историографии средних веков: сборник статей. — М.: Изд-во Акад. наук СССР, 1963. — 456 с.

Статьи
- Средние века в изображении германских расистов // Против фашистской фальсификации истории: сборник статей / ред. Ф. И. Нотович. — М.; Л.: Изд-во АН СССР, 1939. — 455 с.
- Ледовое побоище // Вестник АН СССР. 1942. № 4. — С. 89— 95.
- Фашистская фальсификация истории средних веков // Исторический журнал. — 1942. — № 9. — С. 40—49
- Дипломатия периода укрепления феодальной монархии // История дипломатии: историческая литература. Т.1 / ред. В. А. Зорин. — 2-е изд., перераб. и доп. — М.: Госполитиздат, 1959. — 895 с.
- О культурных связях России и Англии в XVII—XIX вв. // Исторический архив. — 1994. — № 6.

Переводы
- Ольшки Леонардо. История научной литературы на новых языках: монография. Т. 2. Образование и наука в эпоху Ренессанса в Италии / пер. с нем. Е. А. Косминского. — М.; Л.: Гостехтеоретиздат, 1934. — 211 с.

## Награды
- два ордена Ленина (10 июня 1945; 27 марта 1954)
- Орден Трудового Красного знамени (4 ноября 1944) — за выдающиеся заслуги в деле подготовки специалистов для народного хозяйства и культурного строительства
- Орден Трудового Красного Знамени (11 ноября 1946)
- Сталинская премия I степени (10 апреля 1942) — за книгу «История дипломатии», т. I, опубликованную в 1941 году
- медали «За доблестный труд в Великой Отечественной войне 1941—1945 гг.» (1946), «В память 800-летия Москвы» (1948)[17]